# Экономический рост
Экономи́ческий рост — количественное увеличение и качественное совершенствование общественного продукта и факторов его производства. Выражается в увеличении объёма выпуска товаров и услуг и повышении их качества в рассматриваемой экономической системе (в стране, регионе, мире). Мерой экономического роста служит прирост реального ВВП в целом или ВВП на душу населения.

## История исследования экономического роста
Основы теории экономического роста и развития создал Йозеф Шумпетер в начале XX века. Он первым ввёл различия между ростом и развитием экономики, определил сущность инноваций как главной движущей силы роста экономики. В своём базовом научном труде — монографии «Теория экономического развития», впервые вышедшей в 1911 году, Йозеф Шумпетер определил экономический рост как количественные изменения — увеличение производства и потребления со временем одних и тех же товаров и услуг. Экономическое развитие Йозеф Шумпетер определил как положительные качественные изменения, новшества в производстве, в продукции и услугах, в области управления, в других сферах жизнедеятельности и видах экономической деятельности в государстве. Йозеф Шумпетер определил главным локомотивом развития, прогресса — инновации, а также предпринимательский ресурс, создающий спрос на инновации и их избыточное предложение, где рост —  это количественные изменения, а развитие — качественные положительные изменения, направленные на рост и на повышение качества жизни. Идеи Шумпетера были использованы Филиппом Агийоном, который сформулировал модель шумпетирианского роста. Вклад в современную теорию роста и развития внесли также Роберт Солоу, Хирофуми Удзава, Фрэнк Рамсей, Тьяллинг Купманс, Дэвид Касс, Пол Самуэльсон, Питер Даймонд, Гэри Бэккер, Пол Ромер, Уильям Нордхаус, Одед Галор, Дарон Аджемоглу и многие другие.
Базовой для современной теории является модель Солоу. Она является моделью экзогенного роста, так как увеличение производительности труда в ней задано извне. Это один из недостатков модели. Вторым недостаком является экзогенная норма сбережений. Первый недостаток преодолевается в моделях эндогенного роста. В моделях первого поколения экономический рост связан с накоплением человеческого капитала. Модели второго поколения рассматривают инновации и последующий рост производительнсти как результат выбора экономических агентов. Например, в модели Ромера фирмы осуществляют инновации, благодаря монополистической конкуренции, а работники выбирают сферу занятости (производство товаров и услуг или производство знаний), сравнивая отдачу от каждого из них. Второй недостаток — экзогенность нормы сбережений — решается за счёт включения задачи межвременного выбора. Базовыми моделями с эндогенной нормой являются модели Рамсея и Даймонда (модель с пересекающимися поколениями).
Единый взгляд на историю экономического роста предложил Одед Галор. Он рассмотрел три режима роста: мальтузианский, постмальтузианский и современный. Переход к современному режиму связан с ростом производительности труда и демографическим переходом, который ведёт к снижению темпов роста населения. В отличие от мальтузианского режима это приводит к устойчивому росту доходов на душу населения.

## Рост и благосостояние
Экономический рост — более простой количественный показатель, чем уровень благосостояния населения или уровень экономического развития страны. Основным количественным индикатором экономического роста является реальный ВВП на душу населения.. Реже используются реальные валовой национальный продукт (ВНП), чистый национальный продукт (ЧНП), или национальный доход (НД). Экономический рост тесно связан с ростом общего уровня и качества жизни населения — ростом продолжительности жизни, качества медицинского обслуживания, доступностью качественного образования, сокращением продолжительности рабочего дня, безопасностью граждан и так далее. Тем не менее однозначной связи между подушевыми доходами и благосостоянием нет.

## Типы экономического роста
Экстенсивный экономический рост достигается благодаря количественному увеличению факторов производства при сохранении его прежней технической основы. Возрастает использование рабочей силы, увеличивается объём капитальных вложений и объём природных ресурсов, используемых в производстве (например, увеличение площади пахотных земель в сельском хозяйстве). В рамках концепции предельной полезности экстенсивный подход сопровождается опережающим ростом объёма используемых экономических ресурсов по сравнению с ростом конечного продукта. Также к признакам экстенсивного роста относятся: превышение темпов роста промежуточного продукта над конечным продуктом, рост доли возмещения текущих затрат в совокупном общественном продукте, рост доли производственных капитальных вложений в национальном доходе.
Интенсивный экономический рост достигается путём качественного совершенствования факторов производства. Он происходит за счёт применения более прогрессивных средств труда и более экономичных предметов труда, повышения квалификации рабочей силы, улучшения использования производственного потенциала, сырья и материалов. С развитием и освоением современных достижений науки и техники интенсивный тип экономического роста становится преобладающим, а при истощении источников сырья и исчерпании ресурсов рабочей силы он становится единственно возможным.
В реальной жизни экстенсивный и интенсивный типы экономического роста в чистом виде не существуют, имеет место их переплетение и взаимодействие в тех или иных пропорциях.
В современной теории роста обычно выделяют четыре типа экономического роста: равномерный рост государств или стран-лидеров (наблюдается в США, Европе), чудеса роста (Япония, Южная Корея, Гонконг), трагедии роста (некоторые страны Центральной Африки) и отсутствие экономического роста (например, Зимбабве).
В России с 2000 года по 2008 год наблюдался «скорее экстенсивный, чем интенсивный» рост экономики за счёт добывающего и перерабатывающего секторов.

## Факторы экономического роста
Факторами, определяющими экономический рост, являются:
1. количество и качество трудовых ресурсов;
2. коэффициент демографической нагрузки и демографическое старение населения;
3. качество и работа политических и экономических институтов;
4. эффективность основного капитала;
5. количество и качество природных ресурсов;
6. эффективность управления;
7. эффективность технологий;
8. географическое положение.

Основываясь на положениях новой институциональной экономики основной причиной экономической отсталости и низкого экономического роста, как богатых, так и бедных ресурсами стран, невзирая на географию, климат, генетику, культуру, религию и т. д., является качество и работа политических и экономических институтов внутри самих стран. Примерами современных, богатых ресурсами стран с сильными институтами могут служить; среди демократий: Австралия, Канада, Нидерланды, Норвегия, США, Дания, Швеция, Исландия; среди не демократий: ОАЭ, Оман, Саудовская Аравия, Бруней-Даруссалам, Катар, Бахрейн, Кувейт.
Также важным фактором экономического роста, как в развивающихся, так и в развитых странах с населением, уже прошедшим демографический переход, становится демография. Демографическое старение населения, и как следствие, —  постепенно растущая смертность, находящаяся выше уровня рождаемости, и риск возникновения депопуляции населения при снижении иммиграции или возникновение депопуляции населения при низкой иммиграции, что является одной из причин крайне низкого экономического роста среди большинства развитых стран мира. Современными наиболее яркими примерами могут служить Италия и Япония, страдающие от экономического застоя, а Япония вдобавок находится почти три десятилетия в состоянии постоянной дефляции. Также демографическое старение населения Земли (кроме стран Африки южнее Сахары) оказывает влияние на экономический рост уже прошедших демографический переход развивающихся стран мира.
Существует мнение, что основным условием долгосрочного экономического роста является благоприятный характер политических институтов в том или ином государстве или стране. При этом ни климат, ни географическое положение, ни количество и качество природных ресурсов не играют никакой роли, а такие факторы как количество и качество трудовых ресурсов, эффективность основного капитала, эффективность управления и эффективность технологий являются вторичными и определяются характером политических институтов.
Некоторые исследователи различают интенсивные и экстенсивные факторы экономического роста:
- Экстенсивный фактор роста реализуется за счёт количественного увеличения ресурса (например, за счёт роста численности работников). При этом средняя производительность труда существенно не изменяется. Для экстенсивных факторов роста характерен закон снижения отдачи при чрезмерном увеличении ресурса. Например, неоправданное увеличение численности организации может привести к избытку рабочей силы и к снижению производительности труда. Также к экстенсивным факторам роста относятся увеличение земли, затрат капитала и труда. Эти факторы не связаны с инновациями, с новыми производственными технологиями и технологиями управления, с ростом качества человеческого капитала.
- Интенсивные факторы экономического роста определяются совершенствованием и повышением качества систем управления, технологий, использованием инноваций, модернизацией производств и повышением качества человеческого капитала. Главным интенсивным фактором роста и развития современной экономики, как индустриальной, так и инновационной является высококачественный человеческий капитал[11].

По данным Р. Солоу, с 1909 года по 1949 год в США более чем 80 % роста ВВП объясняется техническим прогрессом, т. е. интенсивными факторами, а не затратами труда и капитала.
Э. Деннисон разделил факторы экономического роста на физические факторы производства (труд и капитал) и факторы роста производительности труда. По его данным, экономика западноевропейских стран на 2/3 росла в послевоенный период из-за повышения производительности труда, тогда как в США рост в большей степени опирался на увеличение затрат труда и капитала, а не производительности труда.
Поиски факторов экономического роста продолжаются, хотя две проблемы на этом пути очевидны:
- во-первых, как подметил В. Истерли, экономики многих стран разгоняются и останавливаются без видимых причин: например, в 1960—1970-х Бразилия росла очень быстро, около 1980 года остановилась на 20 последующих лет, затем вновь стала расти и вновь остановилась;
- в экономике всё взаимосвязано и, по мнению некоторых исследователей, попытка ограничить набор факторов, потому обречена. Например, несомненно, что уровень образования прямо связан с экономическим ростом — но это ещё не значит, что уровень образования помогает росту. Ведь государство, которое умеет учить детей, скорее всего также неплохо строит дороги. Кроме того, возможно, что в условиях экономического роста люди уделяют больше внимания детям — и связь на самом деле идёт в противоположном направлении.

## Измерение масштабов экономического роста
Измерение роста экономики осуществляется расчётами темпов прироста ВВП стран мира по производству ВВП (по рыночной стоимости всех конечных товаров и услуг, произведённых внутри страны за определённый период времени, с учётом инфляции) или по его использованию (по расходам). Для приближённых оценок используют упрощённое правило семидесяти. Например, в соответствии с этим правилом, если экономический рост составляет примерно 3,5 % в год, то удвоение реального ВВП произойдёт за 20 лет, а за 1000 лет реальный ВВП вырастет в {\displaystyle 2^{50}\approx 10^{15}} раз.

## Модели экономического роста
Модели экономического роста создаются с различной степенью абстракции. Некоторые из таких моделей не имеют практической ценности, поскольку у них незначительная прогностическая сила. Некоторые, более реалистичные, модели, оказываются неприменимыми ко всем странам (к примеру, игнорирование международной торговли делает модель непригодной для европейских стран).
В зависимости от факторов экономического роста, определяющие динамику совокупного спроса (неокейнсианство), или совокупного предложения (неоклассическая экономическая теория), выявляются модели экономического роста:
- Кейнсианская модель[15]:

- модель Харрода — Домара.

- Неоклассические модели[16]:

- модель Солоу (Солоу — Свона),
- модель Рамсея — Касса — Купманса (неоклассическая),
- модель пересекающихся поколений (Даймонда).

- Модели с включением человеческого капитала (эндогенные первого поколения)[17]:

- AK – модель,
- модель обучения в процессе деятельности (Эрроу — Ромера),
- модель Мэнкью-Ромера-Вейла,
- модель Узавы-Лукаса.

- Модели на основе монополистической конкуренции (эндогенные второго поколения)[18]:

- модель растущего разнообразия товаров (Пола Ромера),
- модель распространения технологий (Барро — Сала-и-Мартина),
- модель Агьона — Ховитта (ступенек качества).

- Прочие модели:

- модель инновационного роста,
- модель неравномерного распределения богатства.
- Демографический дивиденд — за счёт быстрого роста доли трудоспособного населения расходы на иждивенцев перенаправляются на другие нужды.

## Экономический рост в мире
Существенное ускорение экономического роста произошло сначала в Англии во второй половине XVIII века, в затем и в остальных современных промышленно развитых странах в результате промышленной революции. С 1770 г. и до конца XX века в современных промышленно развитых странах средние годовые темпы роста ВВП составили 3 %, доход на душу населения увеличивался на 2 % в год..
С начала XVIII века реальный доход на одного человека в среднем в мире вырос приблизительно в 10 раз, при этом в развитых странах этот показатель ещё выше.
Доход на душу населения различается между странами в 10 — 30 раз. В самых бедных странах население живёт на доход (включающий не только денежный, но и натуральный доход), соответствующий приблизительно 1 доллару США в день.
При оценке реального ВВП и темпов экономического роста Ангуса Мэддисона после 1973 года наблюдается глобальное замедление темпов экономического роста.
Согласно прогнозам из опубликованного 8 июня 2022 года доклада Организации экономического сотрудничества и развития, мировая экономика «заплатит высокую цену» за войну в Украине. Ожидается замедление роста, усиление инфляции и потенциально долгосрочный ущерб цепочкам поставок. По сравнению с прогнозом в декабре 2021 ОЭСР для своих 38 стран-членов удвоила прогноз инфляции почти до 9 %, уменьшила прогнозируемый уровень глобального роста на 2022 год с 4,5 % до 3 %, а в 2023 году ожидается замедление роста до 2,8 %.
В октябре 2022 года директор-распорядитель МВФ Кристалина Георгиева на ежегодном собрании с Всемирным банком заявила о том, что около одной трети мировой экономики будет сокращаться, как минимум, два квартала подряд в текущем и следующем году. При этом потери производства до 2026 года составят 4 триллиона долларов.

## Критика
Влияние на окружающую среду
Некоторые критики высказывают опасения, что узкий взгляд на экономический рост, в сочетании с глобализацией, может привести к развитию такого сценария, согласно которому произойдёт системный коллапс природных ресурсов на нашей планете.
Другие критики, на основе археологических исследований, приводят примеры цивилизаций, которые, по утверждению исследователей, исчезли потому, что окружающая экосистема не могла обеспечить рост этих цивилизаций.
Ряд исследователей в этой связи говорят о «Дилемме экономического роста»
- С одной стороны, экономический рост разрушает экосистемы, поддерживающие жизнь на планете и не может быть устойчивым (сторона А дилеммы).
- С другой стороны, если не обеспечивается рост экономики, это приводит к потере рабочих мест, бедности и социальной дестабилизации (сторона Б дилеммы).

Общепринятая стратегия состоит в приложении усилий для изменения одной из сторон дилеммы, как правило, речь идет о стороне А. В связи с этим стали общеупотребительными понятия «зелёного» или «устойчивого» роста. Ряд экологов и экономистов при этом указывают на фундаментальный характер противоречия между экономическим ростом и сохранением экосистем планеты, предлагая сосредоточить усилия на стороне Б дилеммы.
В рамках экологической экономики сформулированы теоретические подходы к проблеме прекращения экономического роста без неприемлемых социальных последствий. В работах одного из основоположников экологической экономики Германа Дейли введено понятие «экономика устойчивого состояния», физические компоненты которой ограничены и не изменяются с течением времени. Канадский экономист Петер Виктор (Peter A. Victor) предложил интерактивную модель, позволяющую исследовать потенциал для достижения стабильной, но не растущей экономики. Модель демонстрирует, что даже в пределах традиционных подходов к экономике существуют возможности для достижения устойчивого состояния.
Социальные последствия
Некоторые исследователи и правительственные организации подвергают сомнению оправданность экономического роста в развитых странах, утверждая, что в последние десятилетия он не приводит к росту благосостояния общества (см. также Нерентабельный рост). Они указывают, что несмотря на увеличение размеров экономики, показатели субъективной удовлетворенности жизнью не растут. Другим аргументом критиков является динамика индикатора подлинного прогресса (GPI), который представляет собой усложненную версию ВВП, учитывающую негативные социальные последствия (издержки) экономической деятельности. Ориентация на неограниченный экономический рост требует увеличения конкурентности в общественных отношениях и утверждения консьюмеризма как доминирующего общественного настроения, что приводит к разрушению человеческих ценностей, деградации социальных связей на локальном уровне, одиночеству, социальной изоляции, постоянному чувству беспокойства (в том числе и в преуспевающей части общества). При этом распределение выгод современного экономического роста между социальными группами в том числе в развитых странах является в высокой степени неравномерным. Например, в США богатейший 1 % населения присваивает себе 93 % совокупного увеличения доходов, возникшего вследствие роста экономики.
О возможности роста неравенства вследствие нерегулируемого экономического роста пишет американский экономист, нобелевский лауреат Джозеф Стиглиц. На примере США 1980—2000 годов Стиглиц показывает, что в отсутствие государственного регулирования экономический рост может приводить к резкому росту имущественного неравенства, загрязнению окружающей среды и общему ухудшению качества жизни для большинства населения. Для преодоления этого явления Стиглиц предлагает комплекс мер государственного регулирования в русле разделяемого им кейнсианства.
Теория революции Дейвиса
Американский политолог Джеймс Дейвис в своей теории развития революций (т. н. «J-кривая Дейвиса») утверждал, что внезапное ухудшение экономического положения в стране после долгого периода экономического роста может привести к массовым протестным выступлениям и даже к революции. В своей работе, опубликованной в 1962 г., Дейвис, в частности, писал:

Революции с наибольшей вероятностью происходят тогда, когда за продолжительным периодом экономического и социального развития следует короткий период резкого спада. При этом люди начинают опасаться, что заработанные с большим трудом личные достижения будут утрачены; их настроение становится революционным. На это явление указывают примеры восстания Дорра (1841—1842, США — прим. Википедия), русской революции и революции в Египте, а также косвенные данные по другим случаям гражданских волнений. Индикаторами общественных настроений могут служить статистические показатели уровня жизни, безработицы, частоты забастовок в промышленности и другие. [...]. Это может служить началом теории предсказания революций, которую еще предстоит создать и усовершенствовать.
Оригинальный текст (англ.)Revolutions are most likely to occur when a prolonged period of objective economic and social development is followed by a short period of sharp reversal. People then subjectively fear that ground gained with great effort will be quite lost; their mood becomes revolutionary. The evidence from the Dorr Rebellion, the Russian Revolution, and the Egyptian Revolution supports this notion; tentatively, so do data on other civil disturbances. Various statistics — as on rural uprisings, industrial strikes, unemployment, and cost of living — may serve as crude indexes of popular mood. More useful, though less easy to obtain, are direct questions in cross-sectional interviews. The goal of predicting revolution is conceived but not yet born or matured.

— "Toward a theory of revolution", American Sociological Review, 27(1962):5-19.